# Pleurotomella bullata
Pleurotomella bullata é uma espécie de gastrópode do gênero Pleurotomella, pertencente a família Raphitomidae.